# Berta de Kent
Santa Berta o Santa Aldeberga (Neustria, c. 539 - Canterbury, c. 612) fue una princesa merovingia convertida en reina consorte de Kent (uno de los reinos medievales en los que se dividía la primitiva Inglaterra) por su matrimonio con el rey Ethelberto. La influencia de Santa Berta fue decisiva para la introducción del catolicismo en Inglaterra, por lo que tanto ella como su esposo son venerados como santos. Puesto que Ethelberto rey Kent no era cristiano, aunque los otros reinos ya poseían muchos cristianos de la iglesia celta.
Berta era hija de Cariberto I, rey franco merovingio de París. Cuando casó con el entonces pagano rey Ethelberto de Kent, se llevó consigo a Inglaterra a su capellán personal, San Letardo.
La reina Berta es especialmente recordada por reconstruir una antigua iglesia cristiana de Canterbury que databa de la época de la Britania romana; una vez restaurada, la dedicó a su compatriota el santo obispo Martín de Tours. La actual St Martin's at Canterbury, considerada la iglesia más antigua de Inglaterra, ocupa el mismo emplazamiento. Del mismo modo, a ella se debe el cálido recibimiento dado en Kent al monje benedictino San Agustín de Canterbury, enviado por el papa San Gregorio Magno para predicar el Evangelio en Inglaterra. Tanto la conversión y bautismo del rey Ethelberto, como el éxito extraordinario de la misión del monje, se deben en gran medida al apoyo dado por la reina.
Los registros anglosajones indican que Santa Berta tuvo con su esposo dos hijos: 
- Eadbaldo de Kent, que sucedió a su padre en el trono de Kent.
- Etelburga de Kent, cuya existencia es puesta en duda.[3]

La fiesta de Santa Berta de Kent se celebra el 1 de mayo.